# 오스트레일리아 U-17 축구 국가대표팀

오스트레일리아 U-17 축구 국가대표팀은 오스트레일리아를 대표하는 17세 이하 축구 국가대표팀이다.

## 국제 대회 경력

### FIFA U-17 월드컵
1985년 초대 대회 본선 이후 현재까지 13번의 본선에 진출했고 이 중 1999년 대회에서 준우승을 차지하며 U-17 월드컵 역대 최고 성적을 거두었다.

### AFC U-17 아시안컵
2008년 대회 첫 출전 이후 7번의 U-17 아시안컵 본선에 합류하여 이 가운데 3번의 대회(2010년, 2014년, 2018년)에서 4강에 올랐으나 결승에는 단 한번도 진출하지 못했다.

### OFC U-17 챔피언십
오세아니아 축구 연맹 소속 시절 U-17 챔피언십에는 1983년부터 2005년 대회까지 11번의 대회에 모두 출전하여 준우승을 차지했던 1997년 대회를 제외한 10번의 대회에서 모두 우승컵을 들어올렸으며 2005년 대회를 끝으로 더 이상 이 대회에는 참가하지 않는다.

### AFF U-16 챔피언십
동남아시아 U-16 챔피언십에는 8번 출전했고 이 중 2008년과 2016년 대회에서 우승을 차지했고 2012년 대회에서 준우승을 차지하는 등 6번의 대회에서 4강 이상의 성적을 거두었다.

## 대회 출전 및 결과

### FIFA U-17 월드컵
| 연도   | 결과      | 경기      | 승        | 무        | 패        | 득점      | 실점      |
| ------ | --------- | --------- | --------- | --------- | --------- | --------- | --------- |
| 1985년 | 8강       | 4         | 3         | 1         | 0         | 4         | 1         |
| 1987년 | 8강       | 4         | 2         | 0         | 2         | 3         | 5         |
| 1989년 | 조별예선  | 3         | 0         | 1         | 2         | 3         | 6         |
| 1991년 | 8강       | 4         | 2         | 0         | 2         | 7         | 6         |
| 1993년 | 8강       | 4         | 1         | 1         | 2         | 7         | 5         |
| 1995년 | 8강       | 4         | 1         | 1         | 2         | 6         | 7         |
| 1997년 | 예선 탈락 | 예선 탈락 | 예선 탈락 | 예선 탈락 | 예선 탈락 | 예선 탈락 | 예선 탈락 |
| 1999년 | 준우승    | 6         | 4         | 0         | 2         | 7         | 5         |
| 2001년 | 8강       | 4         | 2         | 0         | 2         | 6         | 6         |
| 2003년 | 조별 예선 | 3         | 0         | 0         | 3         | 1         | 6         |
| 2005년 | 조별 예선 | 3         | 1         | 0         | 2         | 2         | 5         |
| 2007년 | 예선 탈락 | 예선 탈락 | 예선 탈락 | 예선 탈락 | 예선 탈락 | 예선 탈락 | 예선 탈락 |
| 2009년 | 예선 탈락 | 예선 탈락 | 예선 탈락 | 예선 탈락 | 예선 탈락 | 예선 탈락 | 예선 탈락 |
| 2011년 | 16강      | 4         | 1         | 1         | 2         | 3         | 7         |
| 2013년 | 예선 탈락 | 예선 탈락 | 예선 탈락 | 예선 탈락 | 예선 탈락 | 예선 탈락 | 예선 탈락 |
| 2015년 | 16강      | 4         | 1         | 1         | 2         | 3         | 11        |
| 합계   | 12/16     | 47        | 18        | 6         | 23        | 52        | 70        |

- 참고: AFC U-17 아시안컵이 FIFA U-17 월드컵 아시아 지역 예선을 대신한다.

### OFC U-17 챔피언십
| 연도   | 결과   | 경기 | 승 | 무 | 패 | 득점 | 실점 |
| ------ | ------ | ---- | -- | -- | -- | ---- | ---- |
| 1983년 | 우승   | 5    | 5  | 0  | 0  | 22   | 2    |
| 1986년 | 우승   | 4    | 3  | 0  | 1  | 10   | 1    |
| 1989년 | 우승   | 4    | 4  | 0  | 0  | 35   | 1    |
| 1991년 | 우승   | 4    | 3  | 1  | 0  | 15   | 4    |
| 1993년 | 우승   | 4    | 4  | 0  | 0  | 12   | 1    |
| 1995년 | 우승   | 3    | 3  | 0  | 0  | 11   | 0    |
| 1997년 | 준우승 | 5    | 4  | 0  | 1  | 30   | 1    |
| 1999년 | 우승   | 7    | 7  | 0  | 0  | 55   | 1    |
| 2001년 | 우승   | 6    | 6  | 0  | 0  | 52   | 0    |
| 2003년 | 우승   | 7    | 7  | 0  | 0  | 40   | 3    |
| 2005년 | 우승   | 5    | 5  | 0  | 0  | 38   | 0    |
| 합계   | 11/11  | 54   | 51 | 1  | 2  | 320  | 13   |

### AFC U-17 아시안컵
| 연도   | 결과      | 경기      | 승        | 무        | 패        | 득점      | 실점      |
| ------ | --------- | --------- | --------- | --------- | --------- | --------- | --------- |
| 2006년 | 예선 탈락 | 예선 탈락 | 예선 탈락 | 예선 탈락 | 예선 탈락 | 예선 탈락 | 예선 탈락 |
| 2008년 | 8강       | 4         | 3         | 0         | 1         | 13        | 5         |
| 2010년 | 4강       | 5         | 3         | 1         | 1         | 12        | 5         |
| 2012년 | 8강       | 4         | 2         | 1         | 1         | 5         | 6         |
| 2014년 | 4강       | 5         | 4         | 1         | 0         | 12        | 4         |
| 합계   | 4/5       | 18        | 12        | 3         | 3         | 42        | 20        |

### AFF U-16 챔피언십
| 연도   | 결과   | 경기 | 승   | 무   | 패   | 득점 | 실점 |
| ------ | ------ | ---- | ---- | ---- | ---- | ---- | ---- |
| 2008년 | 우승   | 5    | 3    | 2    | 0    | 14   | 4    |
| 2009년 | 취소   | 취소 | 취소 | 취소 | 취소 | 취소 | 취소 |
| 2010년 | 불참   | 불참 | 불참 | 불참 | 불참 | 불참 | 불참 |
| 2011년 | 불참   | 불참 | 불참 | 불참 | 불참 | 불참 | 불참 |
| 2012년 | 준우승 | 4    | 2    | 1    | 1    | 9    | 8    |
| 2013년 | 3위    | 6    | 4    | 2    | 0    | 30   | 2    |
| 2014년 | 취소   | 취소 | 취소 | 취소 | 취소 | 취소 | 취소 |
| 2015년 | 3위    | 6    | 5    | 0    | 1    | 36   | 8    |
| 합계   | 4/8    | 21   | 14   | 3    | 2    | 89   | 20   |

## 역대 감독
| 감독              | 임기        |
| ----------------- | ----------- |
| 안지 포스테코글루 | 2000 ~ 2005 |

## 같이 보기
- 오스트레일리아 축구 국가대표팀